# Claudia Finger-Erben
Claudia Finger-Erben (* 9. März 1978 in Nürnberg) ist eine deutsche Radio- und Fernsehmoderatorin beim Bayerischen Rundfunk.
1997 schloss sie das Gymnasium Roth mit dem Abitur ab. Anschließend studierte sie Germanistik und Kommunikationswissenschaften in Bamberg und Hamburg. Nebenbei arbeitete sie bei Radio 8. Von 2000 bis 2003 war sie erst Volontärin und dann Moderatorin und Redakteurin bei Antenne Bayern. Danach begann sie als Nachrichtenredakteurin und Moderatorin beim NDR. 2006 wechselte sie zu Bayern 3. 2015 moderierte sie die Wiesn-live vom Münchner Oktoberfest und hatte dort ihren ersten Auftritt. Von 27. Mai 2016 bis März 2019 moderierte sie die Abendschau im BR-Fernsehen. Jedes Jahr ist sie als Moderatorin und Promi-Reporterin beim Maibockanstich im Hofbräuhaus im BR-Fernsehen zu sehen. Außerdem arbeitet sie als Eventmoderatorin und mit großer Leidenschaft als Freie Traurednerin.
Finger-Erben wuchs zusammen mit ihrer zwei Jahre jüngeren Schwester, der Fernsehmoderatorin Angela Finger-Erben, im mittelfränkischen Rednitzhembach auf. Mit ihrem Mann und zwei Kindern lebt sie in München.